# Josep Tuneu i Gassó
Josep Tuneu i Gassó (Manresa, 1887 - 1967) va ser un metge i polític català.

## Biografia
Estudià medicina a la Facultat de Barcelona. Després d'exercir a Sant Salvador de Guardiola, s'instal·là al carrer de la Canal de Manresa. A l'inici de la dècada dels trenta fundà la Clínica Manresana o Clínica Tuneu. Va començar a practicar la traumatologia i la cirurgia en general. Fou el metge titular de l'Ajuntament de Manresa i responsable del servei de tuberculosi als Dispensaris Municipals des de l'any 1932.
Fou president de l'entitat Palestra a Manresa i un dels fundadors d'Amics del Teatre. A banda d'aficions musicals i teatrals, militava a Estat Català i era un fervent partidari de Batista i Roca. Amb Valentí Vallès introduí el moviment dels Minyons de Muntanya a Manresa.